# Mildred Rebstock
Mildred Rebstock (1919-2011) fou una química cèlebre per haver sintetitzat el cloramfenicol. Nascuda a Elkhart, Indiana, cursà la seva educació bàsica al North Central College i posteriorment es doctorà a la Universitat d'Illinois. Participà en diversos grups de recerca, un dels quals va ser pioner en l'elaboració del cloramfenicol, usat especialment per tractar la febre tifoide, el primer medicament de baix cost produït mitjançant enginyeria química que permetia la seva distribució massiva. Posteriorment continuà investigant sobre nous fàrmacs en els camps de la lluita contra la pneumònia, la infertilitat i algunes afeccions de la sang. Va guanyar el premi del Women's National Press Club per la seva tasca científica.